# Хатт, Уильям
Уильям Иэн ДеВитт Хатт CC OOnt MM (англ. William Ian DeWitt Hutt; 2 мая 1920 — 27 июня 2007) — канадский актёр театра, кино и телевидения, удостоенный за свою более чем полувековую карьеру ряда престижных наград и премий. Постоянно участвовал в спектаклях Стратфордского шекспировского театрального фестиваля с момента его открытия в 1953 году, играл на сценах Лондона, Нью-Йорка и Канады.

## Молодость
Уильям Хатт родился в Торонто, Онтарио, и был вторым из троих детей. Начал играть ещё в школе. Там же отучился в Vaughan Road Collegiate Institute  (ныне Vaughan Road Academy), после чего отслужил пять лет в качестве санитара во время Второй мировой войны, получив Воинскую медаль за «храбрость на поле боя». В 1948 году получил степень бакалавра в Тринити-колледже Университета Торонто, присоединившись после этого к труппе Канадского репертуарного театра, откуда в 1953 году он попал на Стратфордский шекспировский театральный фестиваль.
Театральный режиссёр Ричард Нильсен рассказывал о его молодости: «В молодости он признался в гомосексуальности. Он был открытым геем, и это в то время, когда это было очень опасно. Он избегал насилия, но добровольно отправился на войну в качестве санитара, получив позже Воинскую медаль за свои заслуги, и это я нашёл самым интересным: он прекратил карьеру в театре, когда такая вещь, как „Канадский театр“, просто перестала существовать».

## Карьера
Хатт, в основном, играл на Стратфордском шекспировском театральном фестивале, получив признание критиков и зрителей за роли в классических пьесах, в том числе по заглавной роли в «Короле Лире» (1988), Джеймса Тайрона в драме Юджина О’Нила «Долгий день уходит в ночь» (1994—1995, из этого спектакля позже был сделан фильм) и леди Брэкнелл в комедии Оскара Уайльда «Как важно быть серьёзным» (1975—1979). Исполнил много ролей шекспировского репертуара: Гамлеты, Лира, Фальстафа, Просперо, Макбета, Тита Андроника и ряда других.
Снялся в фильмах «Посредник» (1968) и «Приговор» (2003). На телевидении сыграл сэра Джона Александера Макдональда в канадском сериале «Национальная мечта», преподобного Питча в «Эмили из Нью-Мун» и Майлза Фортнама в «Троянском коне».

## Награды и признание

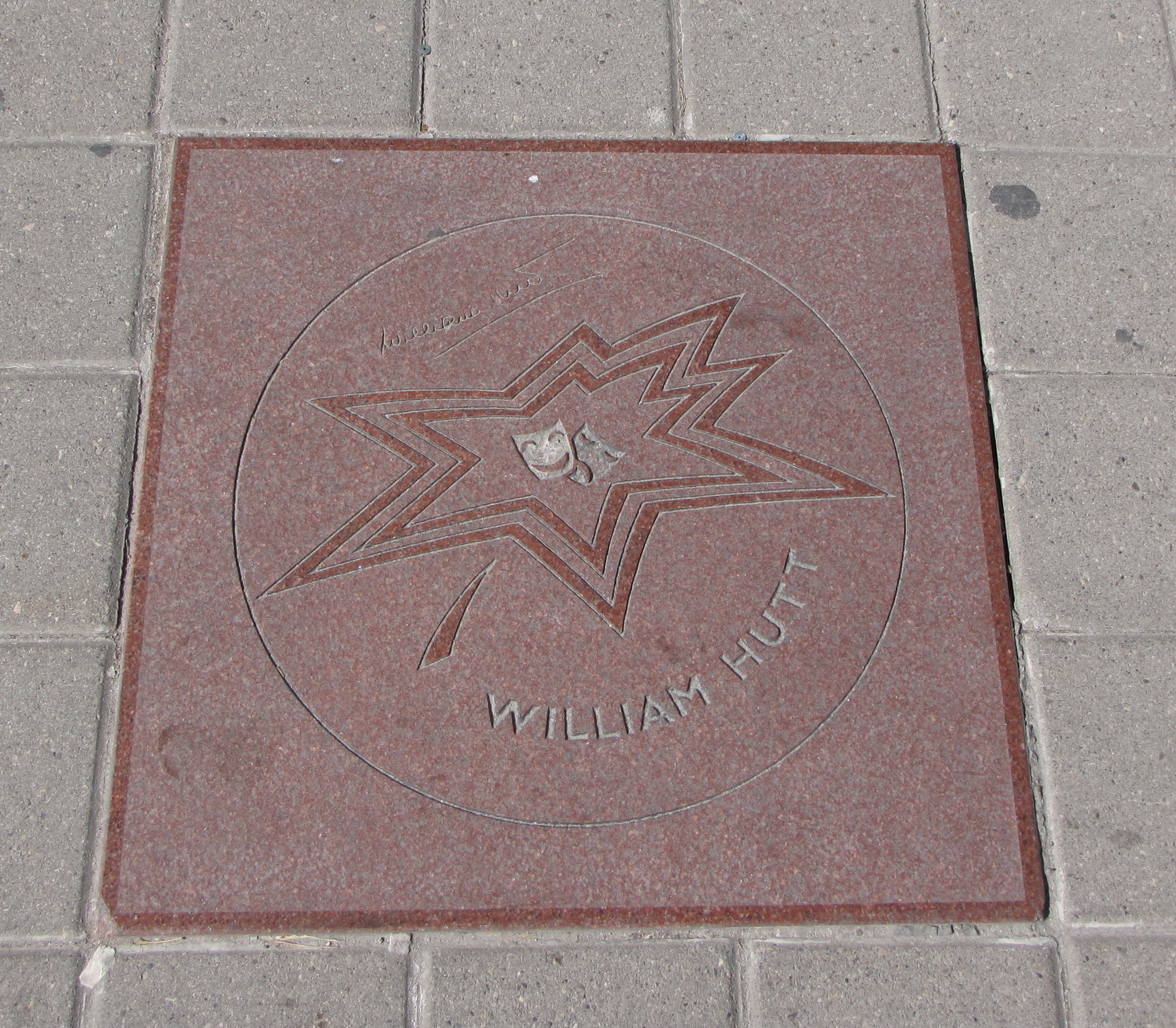
Звезда Хатта на Канадской Аллее славы

В 1969 году Хатт произведён в компаньоны Ордена Канады, в 1992 году награждён орденом Онтарио. В октябре 1997 получил почётную степень доктора филологии Университета Макмастера, а в 2000 был введён в Зал славы Канады. Хатт первым в дисциплине «Театр» получил «Премию генерал-губернатора за жизненные достижения в области искусств» (1992). Удостоен премии Сэма Уонамейкера (1996). Является одним из немногих прижизненно появившихся на марках жителей Канады. На марке, посвящённой юбилею Стратфордского шекспировского театрального фестиваля, Хатт был представлен в образе Просперо из спектакля «Буря».
В 2000 году пересекающий реку Эйвон мост на улице Ватерлоо-стрит-Норт, Стратфорд, Онтарио, был назван в его честь «Мостом Уильяма Хатта». Он находится в нескольких метрах от дома, в котором в течение нескольких лет жил актёр.

## Поздние годы и смерть
В последний раз Хатт сыграл на сцене Стратфордского фестиваля в 2005 году, исполнив роль Просперо в шекспировской «Буря». Также он снялся в телесериале «Стропы и стрелы», представ в образе тяжелобольного актёра, мечтающего сыграть короля Лира. Планировал вернуться в Стратфорд в 2007 году со спектаклем «Неустойчивое равновесие», но из-за плохого здоровья ему пришлось отказаться.
Последние годы болел лейкозом, от которого умер во сне 27 июня 2007 года в госпитале города Стратфорд, Онтарио.